# Глибока оборона
Глибока оборона (також глибинна оборона, еластична оборона або оборона з глибини) — це військова стратегія, яка спрямована на затримку наступу ворога, виграючи час і спричиняючи додаткові втрати супротивнику. Замість того, щоб створювати перед нападником одну міцну суцільну лінію захисту, глибока оборона грунтується на принципі, що наступ має тенденцію втрачати імпульс з плином часу або із захопленням більшої території. Таким чином, захисники можуть відступити та віддати ворогу слабко захищену територію, цим самим намагаючись перевантажити логістику нападника та розтягнути на місцевості чисельно більші ворожі сили. Коли нападник уповільнює просування, бо змушений розтягнути свої сили, щоб контролювати захоплену велику територію, контратаки оборонців на слабкі місця нападника можуть спричинити виснаження супротивника або навіть відкинути його війська на вихідні рубежі.

## Стратегія
Згідно звичайної оборонної стратегії, військові ресурси зосереджуються на лінії фронту. Отже, якщо його прорве нападник, захисники будуть під загрозою охоплення та оточення, а шляхи забезпечення та комунікації з командуванням будуть вразливими.
Глибинна оборона вимагає, щоб оборонці розгортали свої ресурси (укріплення, військові підрозділи) як на лінії фронту, так і далеко позаду. Ворогу буде легше пробити слабше захищену лінію фронту, але, просуваючись, він продовжить зустрічати опір. Коли нападники проникнуть глибше, їхні фланги стануть вразливими та, якщо наступ зупиниться, вони ризикують бути охопленими.
Стратегія глибокого захисту особливо ефективна проти нападників, які зосереджують свої сили та атакують невелику кількість цілей на широкому фронті оборони.
Захисники, які відступають на заздалегіть підготовлені позиції, уникають небезпеки бути оточеними або охопленими з флангів та можуть завдати ворогу величезних втрат. Затримка просування супротивника зменшує початкову перевагу нападника — неочікуваний напад — і дає оборонцям час перегрупувати підрозділи для оборони та підготовки контратаки.
Добре спланована стратегія глибинної оборони дозволить розгорнути сили на заздалегіть підготовлених позиціях, які взаємно прикривають і підтримують одна одну. Наприклад, погано навчені війська можуть бути розгорнуті в статичній обороні на передовій, тоді як краще навчені та оснащені підрозділи утворюють мобільний резерв. На рубежах оборони, що розташовані один за одним, можуть використовуватися різні інженерні застосунки для різних задач. Наприклад, протитанковий надовб хороший для захисту від танків, але його легко обійде піхота, в той час як перешкоди з колючого дроту добре підходять для зупинки живої сили супротивника. Глибока оборона дозволяє захисникам максимально ефективно використовувати оборонні можливості природного рельєфу та інші переваги.
Недоліки глибинної оборони полягають у тому, що для захисників може бути неприйнятним віддати частину території нападнику. Це може бути пов’язано з тим, що життєво важливі військові чи економічні ресурси знаходяться поблизу лінії фронту або тому, що поступатися ворогу неприйнятно з політичних чи культурних міркувань. Крім того, безперервні відступи, які необхідні при обороні з глибини, вимагають від захисників високого рівня мобільності та морального духу.

## Приклади
Можливим раннім прикладом глибинної оборони була битва при Каннах у 216 році до нашої ери, коли Ганнібал застосував цей маневр, щоб оточити та знищити вісім римських легіонів, хоча це заперечується деякими істориками.
Едвард Луттвак, американський історик та спеціаліст з військової стратегії, використав цей термін, щоб описати свою теорію оборонної стратегії, яку використовувала пізньоримська армія в 3 і 4 століттях нашої ери.
Пізнішими прикладами глибинної оборони були європейські городища (форти) та системи концентричних замків. У цих спорудах внутрішні рубежі оборони могли підтримувати захисників зовнішніх рубежів метанням снарядів; нападник повинен був по черзі прорвати кожну лінію оборони з перспективою значних втрат, а захисники мали можливість відійти, перегрупуватися та знову оборонятися. На стратегічному рівні глибоку оборону використовували візантійські військові адміністрації.
У битві при Ковпенсі під час Війни за незалежність США американські війська розташовувалися в трьох лініях, які поглинули перший удар британського штурму та зазнали значних втрат. Після цього американці змогли подолати британців, які на той момент втратили бойову злагодженість своїх військ.
Більш пізні приклади оборони з глибини: окопні бої Першої світової війни та турецької війни за незалежність, коли турки зупинили просування греків до Анкари. А також плани оборони Великої Британії від потенційного німецького вторгнення під час Другої світової війни. Під час битви за Нормандію сили вермахту використовували бокаж цього регіону, затоплення полів і спеціально розміщували оборону таким чином, щоб створити послідовні захисні рубежі для уповільнення просування союзників у надії на прибуття підкріплення.
Тихоокеанський театр воєнних дій також мав багато прикладів глибокої оборони. Так, японці завдали американцям важких втрат у битвах при Тараві, Сайпані, Пелеліу, Іводзімі та Окінаві.
Найкращим сучасним прикладом успішної глибокої оборони є Курська битва. Під час битви Червона армія свідомо втягнула німців у битву на виснаження на кількох добре підготовлених оборонних лініях, перш ніж розпочати масовані контратаки з обох боків: 9-ю армією на півночі та 4-ю танковою армією на півдні. Початковий німецький наступ так повністю й не прорвав лінії оборони радянської армії. Навпаки, наступний контрнаступ відсунув лінію фронту на сотні миль на захід.
Американський полковник Френсіс Дж. Келлі обговорював використання глибокої оборони для армійського спецназу під час війни у В'єтнамі. Келлі, колишній командир спецназу армії США та автор книги «В’єтнамський досвід Спецназу армії США 1961—1971», заявив у своїй роботі, що бойові табори спецназу були дуже функціональними та їх було легко захищати. 
Імовірно, глибока оборона була запланована як стратегія НАТО в Європі на Фульдському проході під час холодної війни.

## Застосування в інших галузях
Концепція глибокого захисту також застосовується в технологічних галузях з підвищеною небезпекою для життя, де важливо уникнути катастрофи.
Безпека ядерних реакторів і сховищ радіоактивних відходів також принципово залежить від багатьох систем безпеки і додаткових бар'єрів, що відповідає принципам глибинного захисту. Принцип резервування має важливе значення для запобігання виникненню критичних збоїв та помилок, а також, у випадку збою, щоб уповільнити розвиток потенційно катастрофічної події та дати додатковий час для того, щоб знову взяти контроль над системою. Зрештою, якщо неможливо уникнути збою, глибинний захист також сприяє полегшенню наслідків і пом’якшенню негативного впливу збою.
Глибокий захист необхідний для стійкості та надійності життєво важливих систем, наприклад, у ядерних технологіях та аерокосмічних системах, де вимоги безпеки є найбільш суворими. Підхід глибокої оборони можна застосувати до будь-яких чутливої технології: підводних човнів і військово-морських систем, біотехнологій, фармацевтичної промисловості, інформатики, банківських та фінансових систем тощо.
У природі імунна система більшості розвинених організмів також використовує кілька рубежів захисту, на випадок якщо патоген пройде через першу лінію захисту клітин, тканин і органів.
Надійність наукового методу також грунтується на великій кількості доказів і декількох напрямках аргументації: вагомі твердження вимагають сильних і множинних доказів. Повторюваність і відтворюваність експериментальних і розрахункових результатів є суттєвими для гарантії їх надійності та правильності. Саме це лежить в основі самокорегувального процесу, яким керується наука.
Вчені з «Інституту майбутнього людства» Оксфордського університету також застосували концепцію глибокого захисту для розробки стратегій запобігання глобальним катастрофам, особливо тим, що пов'язані з вимиранням людства.

## Дивитися також
- Глибока операція
- Тактика випаленої землі
- Стратегічна глибина